# Monach Islands
Die Monach Islands, auch Heisker (schottisch-gälisch:Eilean Heisgeirⓘ) sind eine Inselgruppe, die zu den Äußeren Hebriden in Schottland gehört. 

## Geographie
Die Monach Islands liegen rund acht Kilometer westlich der Insel North Uist im Atlantik. Die Inseln sind überwiegend flach und sandig. Die Erosion durch Wind und Wasser ist stark.
Ceann Ear ist mit einer Fläche von 2,3 km² die größte Insel der Gruppe. Die höchste Erhebung ist 15 Meter hoch. Ceann Iar ist mit 1,5 km² kleiner, der höchste Punkt liegt 19 Meter über dem Meeresspiegel. Bei Niedrigwasser kann man von einer zur anderen Insel sowie zur Insel Shivinish gelangen. Die westlichste der größeren Inseln der Gruppe ist Shillay (Siolaigh). Dort befinden sich zwei Leuchttürme.

## Geschichte
Bis zum 16. Jahrhundert sollen die Monach Islands bei Niedrigwasser von Uist aus zu erreichen gewesen sein. Dann zerstörte eine Sturmflut diese Landbrücke. 1810 verließ die Bevölkerung die Inselgruppe, da die Viehhaltung wegen Überweidung nicht mehr lohnte. Später wurden die Inseln nach dem Ende der Highland Clearances wieder besiedelt, um dann 1948 wieder verlassen zu werden. Seitdem sind die Inseln unbewohnt. 1942 verlor der ältere Leuchtturm auf Shillay seine Funktion, 1997 wurde daneben der neue Leuchtturm errichtet. 
Mit einem bereits vor 1948 auf den Monach Islands verwendeten Boot kann man die Inselgruppe besuchen. Das alte Schulhaus wurde für Übernachtungen eingerichtet. 

## Flora und Fauna
Die Monach Islands sind Naturschutzgebiet. Dort wachsen keine Bäume, die Flora ist aber, besonders im Inneren der Inseln, reichhaltig. Auf den Inseln befindet sich die größte Kegelrobbenkolonie Europas. Jährlich kommen rund 10.000 Tiere zu Paarung und Aufzucht der Jungen dorthin.